# 马克西米利安·费尔茨曼
马克西米利安·费尔茨曼（Maximilian Felzmann，1894年4月22日—1962年6月8日）是一位纳粹德国德意志國防軍中的奥地利裔将领，軍銜是炮兵上將，曾参与第二次世界大战並指揮第27軍，获颁过騎士鐵十字勳章。